# Gavilea lutea
Gavilea lutea là một loài thực vật có hoa trong họ Lan. Loài này được (Comm. ex Pers.) M.N.Correa mô tả khoa học đầu tiên năm 1956.